# Glyptolithodes cristatipes
Glyptolithodes cristatipes is een tienpotigensoort uit de familie Lithodidae. De wetenschappelijke naam van de soort is voor het eerst geldig gepubliceerd in 1893 door Walter Faxon.